# Ryszard Szmydki
Ryszard Szmydki OMI (* 26. April 1951 in Tarebiski (Gemeinde Sławatycze), Polen) ist ein polnischer römisch-katholischer Ordensgeistlicher und Dogmatiker.

## Leben
Ryszard Szmydki trat 1970 der Ordensgemeinschaft der Oblaten der Unbefleckten Jungfrau Maria bei und legte am 21. Januar 1977 die ewige Profess ab. Er empfing am 2. Juli 1978 das Sakrament der Priesterweihe. In der Folge erwarb Szmydki an der Päpstlichen Universität Urbaniana in Rom ein Lizenziat im Fach Dogmatik. Danach wurde er an der Katholischen Universität Lublin im Fach Dogmatik promoviert. Anschließend lehrte Szmydki an dieser Universität für einige Jahre Dogmatik.
Später ging Ryszard Szmydki für zwei Jahre als Missionar nach Kamerun. Nachdem er 2005 wieder nach Polen zurückgekehrt war, wurde er Provinzialvikar für die Mission. 2010 wurde Szmydki zum Provinzsuperior der polnischen Ordensprovinz der Oblaten der Unbefleckten Jungfrau Maria gewählt. 2013 wurde er zu diesem Amt wiedergewählt. Am 3. April 2014 wurde Ryszard Szmydki zum Generalsekretär des Päpstlichen Werkes der Glaubensverbreitung bestellt.
Am 28. September 2017 ernannte ihn Papst Franziskus zum Untersekretär der Kongregation für die Evangelisierung der Völker. Mit der Ernennung des neuen Untersekretärs Samuele Sangalli am 25. April 2023 endete diese Beauftragung.